# Luc Schiltz
Luc Schiltz (16 december 1980) is een Luxemburgse acteur. Hij studeerde drama aan het Koninklijk Conservatorium Luik. In 2016 ontving Schiltz de Luxemburgse filmprijs in de categorie Beste artistieke bijdrage voor zijn acteerwerk in de oorlogsfilm Eng nei Zäit. In 2021 ontving hij de onderscheiding voor Beste acteur vanwege zijn hoofdrol in de misdaadserie Capitani.

## Filmografie (selectie)
Films
- The Murder of Princess Diana (2007) - als politieman
- Le goût des myrtilles (2014) - als fotograaf
- The Brand New Testament (2015) - als dokter
- Eng nei Zäit (2015) - als Jules
- L'outsider (2016) - als Colin Blake
- De Buttek (2016) - als Luc
- An Zéro - Comment le Luxembourg a disparu (2021) - als Hervé Fischer
- La guerre des Lulus (2022) - als Hans
- Läif a Séil (2023) - als Pier

Televisie
- Unité 42 (2019) - als Jeff
- Cellule de crise (2020) - als Mathias Adler
- Capitani (2019-2022) - als Luc Capitani
- Baraki (2023) - als Christopher

- Gemeinsame Normdatei: 1246488523
- International Standard Name Identifier: 0000 0005 1269 5927
- Virtual International Authority File: 2318163813716339110006